# Tomáš Pražák
Tomáš Pražák (21. listopadu 1890 Dubné – 28. srpna 1947 Praha) byl český funkcionalistický architekt. Mezi jeho nejznámější realizace patří spoluautorství návrhu projektu Hasičského domu na pražských Vinohradech, ve spolupráci se svým společníkem arch. Pavlem Moravcem.

## Životopis
Narodil se v obci Dubné u Českých Budějovic v jižních Čechách. Vychodil českobudějovickou reálku, následně vystudoval architekturu na Českém vysokém učení technickém v Praze. Zde se usadil a začal působit jako asistent u arch. prof. Jana Kouly, posléze vystřídal několik pozic u soukromých stavebních firem. Roku 1919 si spolu s ing. arch. Pavlem Moravcem, svým někdejším spolužákem z ČVUT, otevřeli vlastní kancelář pod firmou Ing. arch. T. Pražák a P. Moravec, s r. o.
Reputace firmy byla poškozena nehodou z 9. října 1928, kdy došlo ke kolapsu rozestavěné konstrukce obchodního domu v pražské ulici Na Poříčí, při kterém zahynulo 46 lidí. Pražák, zodpovědný za konstrukční řešení stavby, byl spolu s vedoucím betonářských prací Rudolfem Mendelem posléze odsouzen k podmíněnému trestu. Na parcele byla pak toutéž firmou realizována stavba hotelu (Hotel Harmony).
Tomáš Pražák zemřel 28. srpna 1947 ve věku 56 let.
Jeho společník Pavel Moravec nadále pokračoval ve stavební činnosti, kariéru ukončil nejdříve v 50. letech 20. století.
Jeho příbuzným, patrně mladším bratrem, byl generál čs. armády Karel Pražák, narozený v Dubném roku 1885. Syn a vnuk Tomáše Pražáka se oba zabývali a zabývají stavebnictvím a architekturou, mj. v rámci výstavby někdejší budovy Výzkumného ústavu matematických strojů (pozdější Shiran Tower), první výškové stavbě v Praze dokončené roku 1971.

## Dílo (výběr)
- Modernistická fasáda domu, Spálená 33, Praha-Nové Město, 1922 (s P. Moravcem)
- Vila Jaroslava Marka, Brandýs nad Orlicí, 1926 (s P. Moravcem)[4]
- Dům U hasičů, Římská, Praha-Vinohrady, 1927–1929 (s P. Moravcem)
- Obytná vila, Nad Kazankou 32, Praha-Troja, ? (s P. Moravcem)
- Přestavba domu (pozdější Úřad městské části Praha 2), náměstí Míru 600/20, Praha-Vinohrady, ? (s P. Moravcem)
- Hotel Harmony, Na Poříčí 1064/31, Praha-Nové Město, 1929–1930 (s P. Moravcem)
- Obytná vila (pozdější vila Miroslava Horníčka a Lubomíra Lipského), Praha-Žižkov, ? (s P. Moravcem)
- Činžovní domy, Ruská 58, Praha-Vršovice, ? (s P. Moravcem)

## Galerie

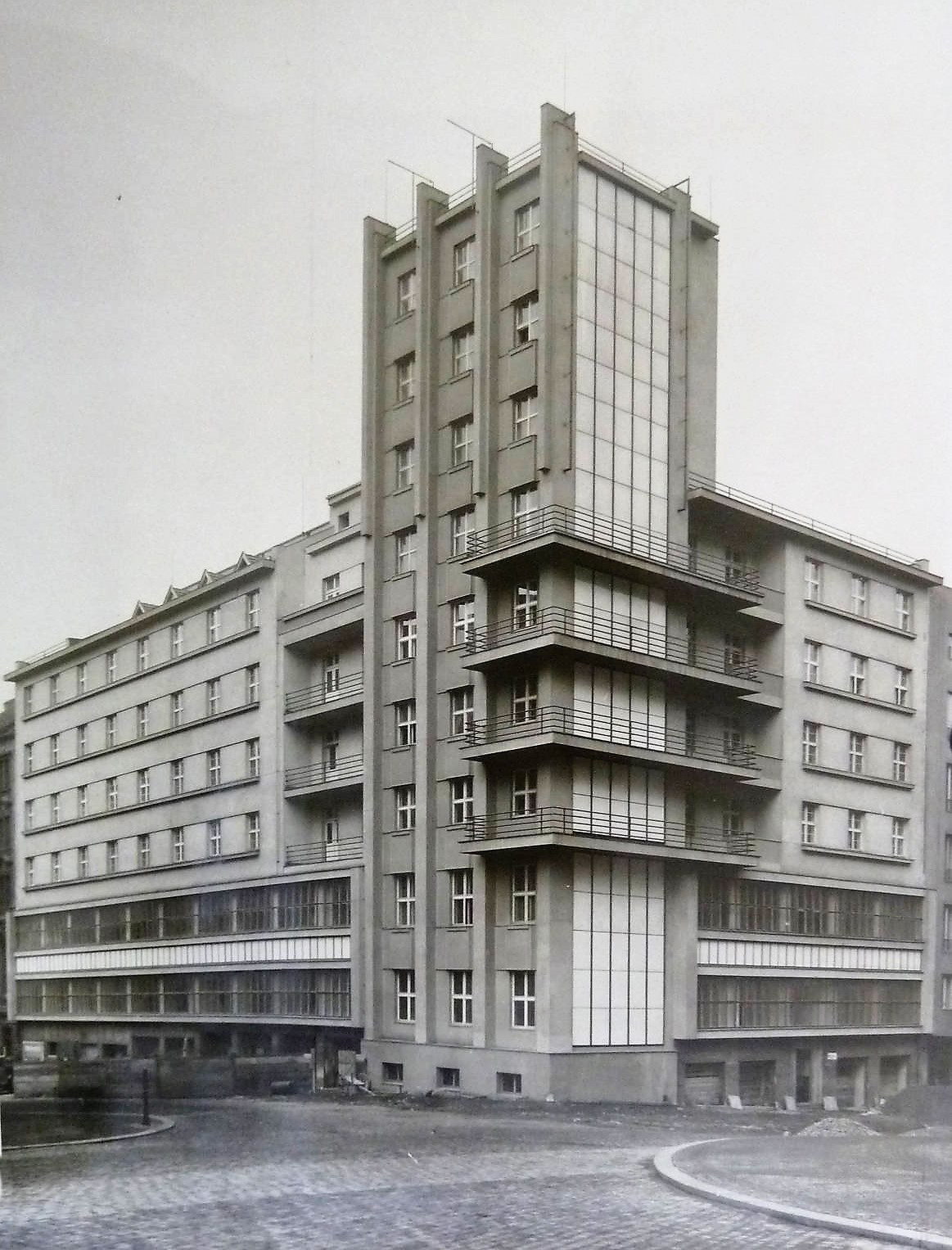
Dům U hasičů asi v roce 1929 (nedlouho po dokončení)
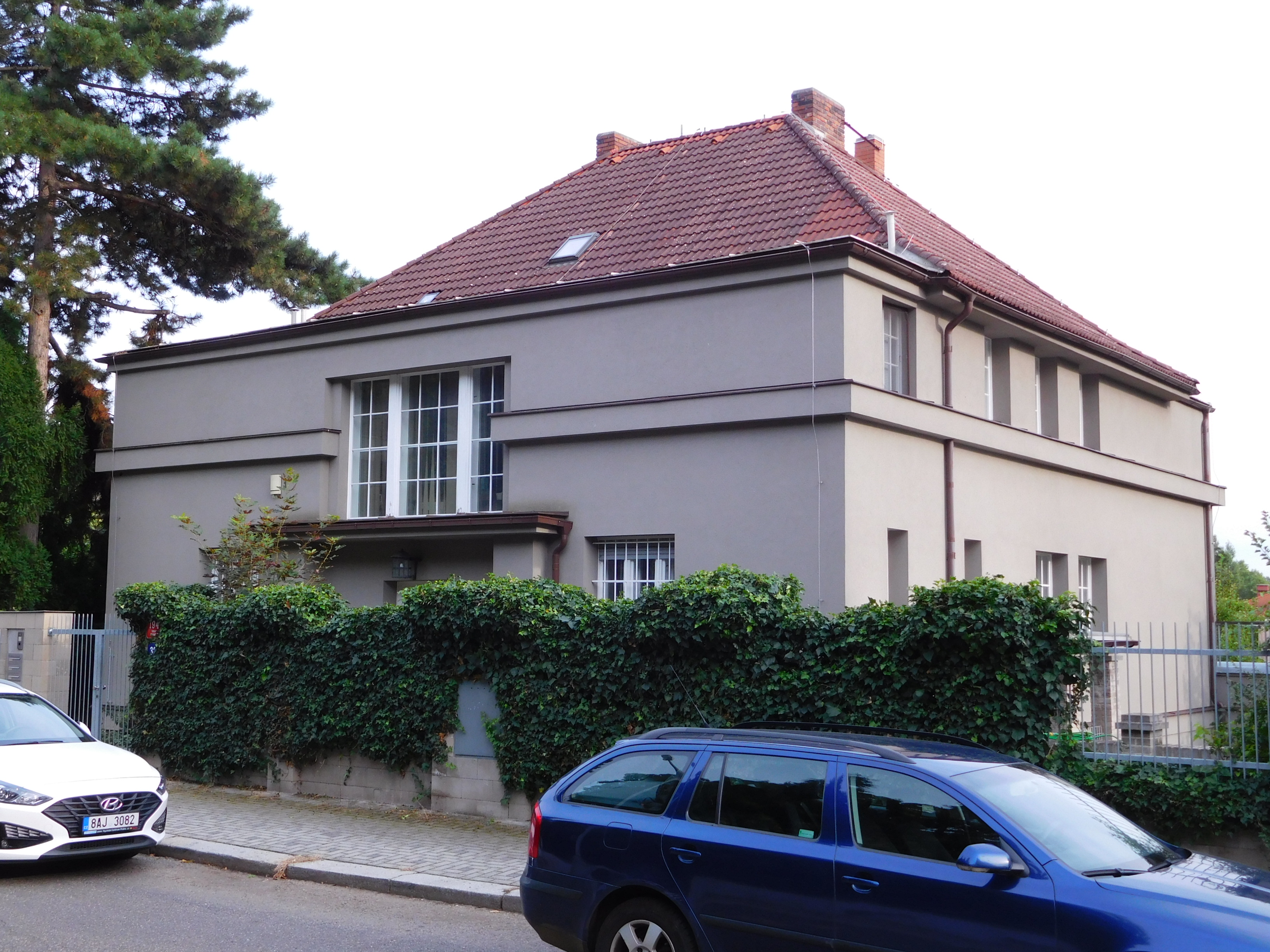
Vila v pražské Troji (Nad Kazankou 32)
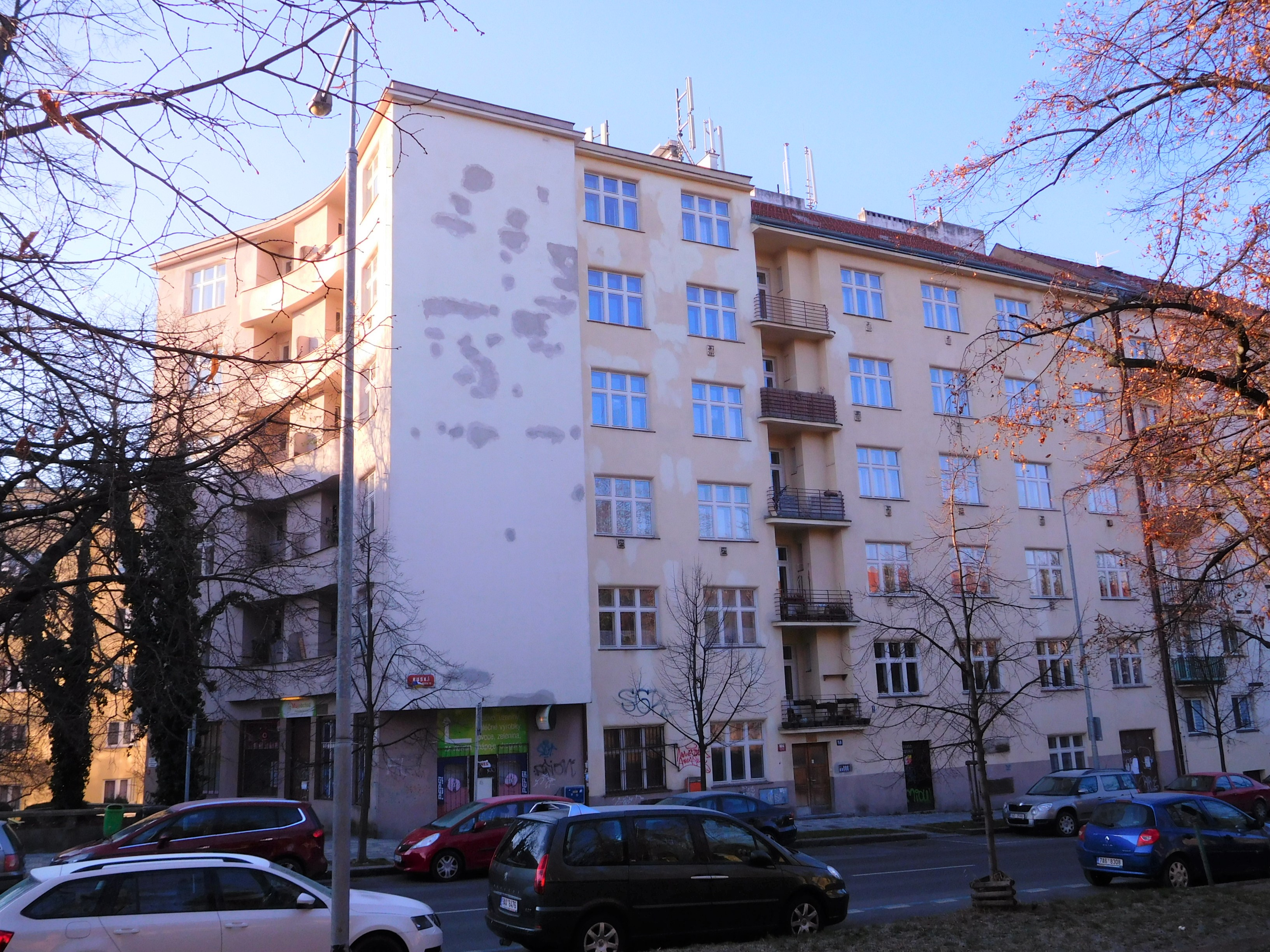
Činžovní domy, Ruská 58, Praha-Vršovice
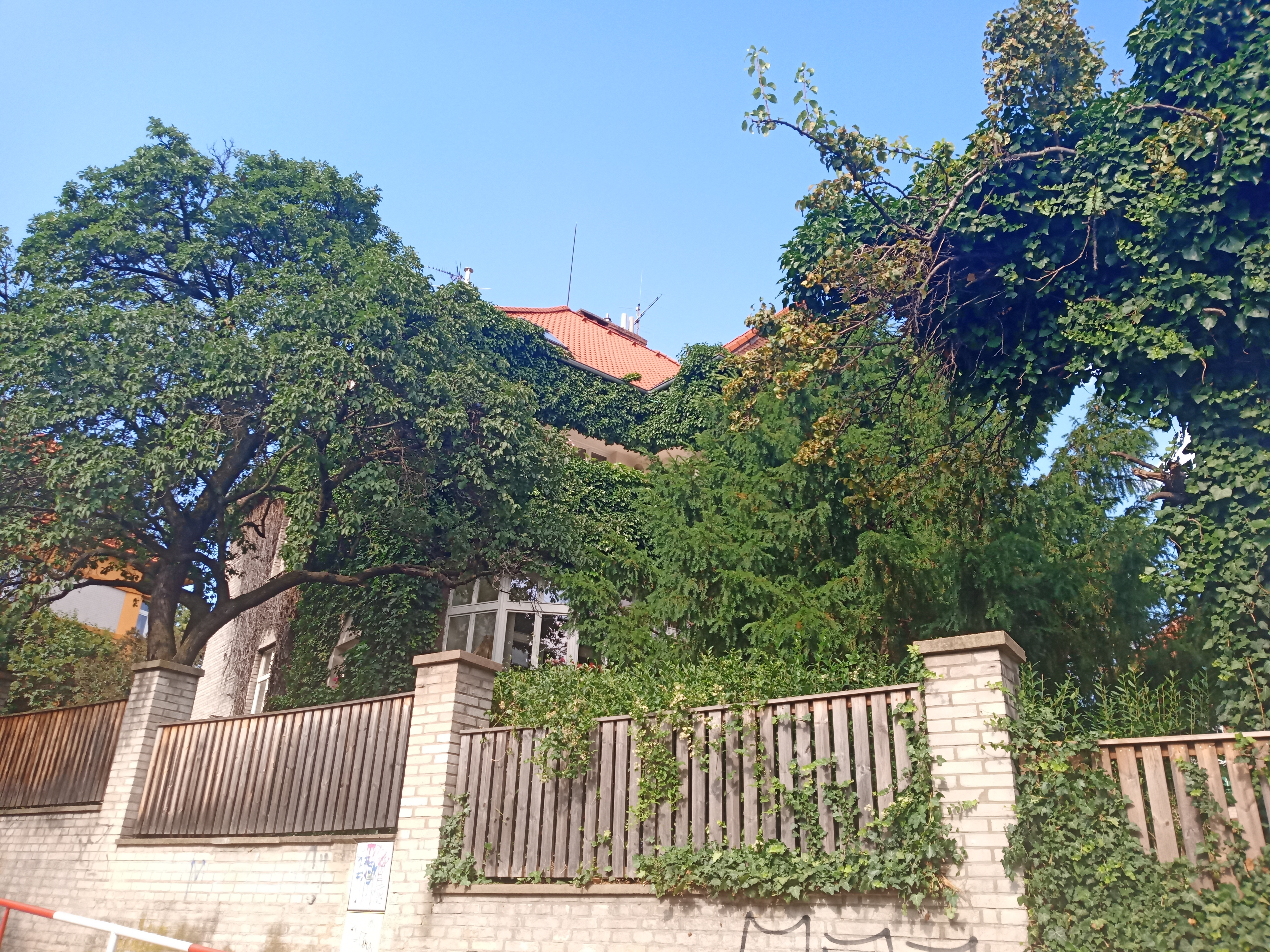
Obytná vila (pozdější vila Miroslava Horníčka a Lubomíra Lipského, Praha-Žižkov